# Österrikes Grand Prix 1982
Österrikes Grand Prix 1982 var det trettonde av 16 lopp ingående i formel 1-VM 1982.  

## Resultat
1. Elio de Angelis, Lotus-Ford, 9 poäng
2. Keke Rosberg, Williams-Ford, 6
3. Jacques Laffite, Ligier-Matra, 4
4. Patrick Tambay, Ferrari, 3
5. Niki Lauda, McLaren-Ford, 2
6. Mauro Baldi, Arrows-Ford, 1
7. Chico Serra, Fittipaldi-Ford
8. Alain Prost, Renault (varv 48, insprutning)

### Förare som bröt loppet
- John Watson, McLaren-Ford (varv 44, motor)
- Brian Henton, Tyrrell-Ford (32, motor)
- Nelson Piquet, Brabham-BMW (31, elsystem)
- Tommy Byrne, Theodore-Ford (28, snurrade av)
- Marc Surer, Arrows-Ford (28, motor)
- Riccardo Patrese, Brabham-BMW (27, motor)
- Eddie Cheever, Ligier-Matra (22, motor)
- Nigel Mansell, Lotus-Ford (17, motor)
- René Arnoux, Renault (16, insprutning)
- Manfred Winkelhock, ATS-Ford (15, snurrade av)
- Derek Warwick, Toleman-Hart (7, upphängning)
- Teo Fabi, Toleman-Hart (7, transmission)
- Roberto Guerrero, Ensign-Ford (6, snurrade av)
- Michele Alboreto, Tyrrell-Ford (1, snurrade av)
- Rupert Keegan, March-Ford (1, styrning)
- Derek Daly, Williams-Ford (0, kollision)
- Andrea de Cesaris, Alfa Romeo (0, kollision)
- Bruno Giacomelli, Alfa Romeo (0, kollision)

### Förare som ej kvalificerade sig
- Raul Boesel, March-Ford
- Jean-Pierre Jarier, Osella-Ford
- Eliseo Salazar, ATS-Ford